# Hreceane, Petrîkivka
Hreceane (în ucraineană Гречане) este un sat în comuna Ivanivka din raionul Petrîkivka, regiunea Dnipropetrovsk, Ucraina.

## Demografie
Componența lingvistică a localității Hreceane
     Ucraineană (96,81%)
     Rusă (2,99%)
     Alte limbi (0,2%)
Conform recensământului din 2001, majoritatea populației localității Hreceane era vorbitoare de ucraineană (96,81%), existând în minoritate și vorbitori de rusă (2,99%).